# Белевцы (аэродром)
Белевцы — спортивный аэродром (посадочная площадка) в Краснодарском крае, в 1 км севернее хутора Карла Маркса, в 4 км восточнее населённого пункта Новотитаровская.
Предназначена для тренировочных полётов, десантирования парашютистов, проведения авиационных работ. Способна принимать самолёты Л-410, Ан-2, Ан-28 и более лёгкие, все типы вертолётов и планеров.
На посадочной площадке базируются ООО "Авиационная Компания «СВАРОГ», Красноармейский АТСК РОСТО, Краснодарский АСК РОСТО, ОАО «М. Холодцов», Краснодарская краевая общественная организация «Федерация воздухоплавания».
Посадочная площадка используется авиационным отрядом специального назначения ГУВД по Краснодарскому краю для выполнения тренировочных полетов и десантирования парашютистов.
Ознакомительные полеты и обучение на самолетах Cessna-150, Cessna-172, Як-52. (belevcy.ru)
Здесь проводятся фестивали малой авиации «Kuban Airshow». 